# Arnold Wetl
Arnold Wetl (n. Eibiswald, Austria, 2 de febrero de 1970) es un exfutbolista y actual entrenador austriaco, que jugaba de mediocampista y militó en diversos clubes de Austria y Portugal.

## Selección nacional
Con la Selección de fútbol de Austria, disputó 21 partidos internacionales y anotó solo 4 goles. Incluso participó con la selección austriaca, en una sola edición de la Copa Mundial. La única participación de Wetl en un mundial, fue en la edición de Francia 1998. donde su selección quedó eliminado, en la primera fase de la cita de Francia.

### Participaciones en Copas del Mundo
| Mundial                        | Sede    | Resultado    |
| ------------------------------ | ------- | ------------ |
| Copa Mundial de Fútbol de 1998 | Francia | Primera Fase |

## Clubes
| Club        | País     | Año         |
| ----------- | -------- | ----------- |
| Strum Graz  | Austria  | 1988 - 1996 |
| FC Porto    | Portugal | 1996 - 1997 |
| Rapid Viena | Austria  | 1997 - 2001 |
| Strum Graz  | Austria  | 2001 - 2004 |
| FC Gratkorn | Austria  | 2004 - 2006 |